# Urge
Urge è un film del 2016 diretto da Aaron Kaufman, con protagonista Pierce Brosnan.

## Trama
Un gruppo di amici decide di passare un weekend all'insegna del divertimento in vacanza su un'isola. Qui entrano in un nightclub molto appariscente e uno di loro, Jason, viene ingaggiato a provare una nuova droga, chiamata "Urge" che ha la funzione di mandare gli istinti fuori controllo. C'è però un'unica regola: si può assumere un'unica dose nell'arco dell'intera esistenza. I ragazzi però si lasciano prendere la mano, assumendo più e più volte la sostanza, e dando quindi libero sfogo agli istinti più animaleschi sopiti all'interno della loro natura umana.

## Produzione
Le riprese sono iniziate il 6 ottobre 2014 e si sono concluse il 14 novembre dello stesso anno.

## Distribuzione
Il film è stato distribuito negli Stati Uniti d'America, in streaming on demand il 3 giugno 2016, mentre in Italia è stato distribuito in direct-to-video il 2 novembre 2016.